# Micropterix uxoria
Micropterix uxoria là một loài bướm đêm thuộc họ Micropterigidae. Nó được Walsingham miêu tả năm 1919. Nó là loài duy nhất được tìm thấy ở Sicilia.